# Julien Nkoghe Bekale
Julien Nkoghe Bekale (Libreville, 23 de agosto de 1958) es un político gabonés que se desempeñó como primer ministro de Gabón. Tras el intento de golpe de Estado de 2019, el presidente Ali Bongo Ondimba lo nombró primer ministro el 12 de enero de 2019, ejerciendo como tal hasta su renuncia el 16 de julio de 2020.

## Biografía
Bekale es miembro del Partido Democrático Gabonés. Ha ocupado cargos ministeriales en los gobiernos de Ali Bongo y Omar Bongo, como Ministro de Petróleo, Gas e Hidrocarburos en 2009 y de Transporte y Equipos en 2011.
Después de asumir el cargo de primer ministro, Bekale nombró a Emmanuel Norbert Tony Ondo Mba como nuevo Ministro de Energía, pero no hizo otros cambios al gobierno. Nombró su gobierno completo el 12 de enero de 2019.